# کریستا میلر
 کریستا میلر (انگلیسی: Christa Miller؛ زادهٔ ۲۸ مهٔ ۱۹۶۴) یک هنرپیشه اهل ایالات متحده آمریکا است. وی از سال ۱۹۸۵ میلادی تاکنون مشغول فعالیت بوده‌است.
از فیلم‌ها یا برنامه‌های تلویزیونی که وی در آن نقش داشته است می‌توان به نمایش درو کری اشاره کرد.